# Каледонија (Мисисипи)
Каледонија (енгл. Caledonia) град је у америчкој савезној држави Мисисипи.

## Демографија
По попису из 2010. године број становника је 1.041, што је 26 (2,6%) становника више него 2000. године.
| Група             | 2000.       | 2010.       |
| Белци             | 948 (93,4%) | 944 (90,7%) |
| Афроамериканци    | 40 (3,9%)   | 42 (4,0%)   |
| Азијати           | 5 (0,5%)    | 9 (0,9%)    |
| Хиспаноамериканци | 12 (1,2%)   | 25 (2,4%)   |
| Укупно            | 1.015       | 1.041       |